# Distretto di Toledo
Il distretto di Toledo è un distretto del Belize. Il capoluogo è la città di Punta Gorda.